# Гаррі Ларсен
Гаррі Ларсен (дан. Harry Larsen, 4 вересня 1915 — 12 серпня 1974) — данський академічний веслувальник.
Срібний призер Олімпійських Ігор 1936 року в складі розпашної двійки без стернового.
Срібний призер Чемпіонату Європи 1937 року в складі розпашної двійки без стернового.